# 로넌 포인트
로넌 포인트(영어: Ronan Point)는 영국 런던 동부의 뉴엄구에 있었던 22층 건축물이다. 1966년 착공하여 1968년 3월 11일 완공되었으나, 완공된 해 5월 16일에 18층에서 가스 폭발로 건물의 일부가 붕괴되어 4명이 죽고 17명이 다쳤다. 사상자는 적었으나, 부실 공사로 인한 실패의 여파로 고층 건물에 대한 대중의 신뢰가 완전히 상실되었고, 이는 영국의 건축물 관련 규정의 개정으로까지 이어지게 되었다.

## 같이 보기
- 그렌펠 타워
  - 그렌펠 타워 화재
- 서프사이드 콘도미니엄 빌딩 붕괴 사고
- 2021년 광주 학산빌딩 붕괴 사고
- 광주 화정 아이파크 외벽 붕괴 사고